# Hans-Egon Richert
Hans-Egon Richert (2 juin 1924 - 25 novembre 1993) est un mathématicien allemand qui travaille principalement en théorie analytique des nombres. Il est l'auteur (avec Heini Halberstam) d'un livre important  sur la Théorie des cribles.

## Biographie
Hans-Egon Richert est né en 1924 à Hambourg, en Allemagne. Il fréquente l'Université de Hambourg et obtient son doctorat sous la direction de Max Deuring en 1950. Il occupe une chaire temporaire à l'Université de Göttingen puis une chaire nouvellement créée à l'Université de Marbourg. En 1972, il s'installe à l'Université d'Ulm, où il reste jusqu'à sa retraite en 1991. Il est décédé le 25 novembre 1993 à Blaustein, près d'Ulm, en Allemagne.
Richert travaille principalement sur la théorie analytique des nombres et, à partir de 1965 environ, il commence une collaboration avec Heini Halberstam et se concentre sur la Théorie des cribles. Pendant de nombreuses années, il préside les réunions sur la théorie analytique des nombres à l'Institut de recherches mathématiques d'Oberwolfach.
Richert apporte des contributions à la théorie additive des nombres, aux séries de Dirichlet, à la sommabilité de Riesz, à l'analogue multiplicatif du théorème d'Erdős-Fuchs, aux estimations du nombre de groupes abéliens non isomorphes et aux limites des sommes exponentielles. Il prouve l'exposant 15/46 pour le problème du diviseur de Dirichlet, un record qui dure de nombreuses années.
L'un des résultats notables de Richert est le théorème de Jurkat-Richert, un travail conjoint avec Wolfgang B. Jurkat qui améliore le Crible de Selberg et est utilisé dans la preuve du Théorème de Chen. Richert produit également une "forme lisible"  du théorème de Chen (il est traité dans le dernier chapitre de Sieve Methods ).
Le livre de Halberstam & Richert Sieve Methods  est le premier compte rendu exhaustif du sujet. 